# Ulf Weinstock
Ulf Weinstock, född 10 augusti 1952 i Strängnäs, är en svensk ishockeytränare och före detta ishockeyspelare, numer bosatt i Nås, Dalarna.

## Spelarkarriär
Ulf Weinstock är hockeyfostrad i Leksands IF, med vilka han spelade elitishockey från 1970 till 1984. Totalt blev det 429 matcher i Leksand innan han flyttade vidare till IL Stjernen i Norge mellan åren 1984 och 1987. Han avslutade sin spelarkarriär med en säsong i Mörrum Hockey 1988. Totalt tog han två SM-guld och ett norskt mästerskap.

### Internationellt
Ulf Weinstock spelade i fyra världsmästerskap och i ett Olympiskt vinterspel. Medaljskörden med 125 landskamper blev en silver- och tre bronsmedaljer.

## Tränarkarriär
Efter karriären blev Ulf Weinstock en erkänd ishockeytränare som bland annat tog upp Linköpings HC i elitserien. Han bor och jobbar i dag i Fredrikstad, Norge där han coachar IL Stjernen.
Andra klubbar han tränat är som exempel Timrå IK, Frisk-Asker i Norge, Odense Bulldogs i Danmark, Halmstad Hammers och IFK Arboga.

## Meriter
- Norskmästare 1986
- VM-silver 1977
- VM-brons 1975, 1979
- OS-brons 1980
- SM-guld 1973, 1974
- Sveriges All Star Team 1975
- Norges All Star Team 1986
- Stora Grabbars Märke nummer 101

## Klubbar
- Leksands IF 1970-1984 Division 1, Elitserien
- IL Stjernen 1984-1988 Norska ligan - Get-ligaen i ishockey
- Mörrum Hockey 1988-1989 Division 1